# Алхимический марьяж Элистера Кромптона
«Алхимический марьяж Э́листера Кро́мптона» (англ. The Alchemical Marriage of Alistair Crompton) — научно-фантастический роман американского писателя Роберта Шекли, изданный в 1978 году. Для американских изданий используется название «Кромптон разделённый» (англ. Crompton Divided).
Роман был создан как развитие идеи рассказа «The Humours» (из сборника Store of Infinity 1960 года, на русском языке издавался под названием «Четыре стихии»).
Некоторые считали роман последним среди его лучших работ.

## Сюжет
Действие романа происходит на Земле и в космосе в отдалённом будущем. Главный герой Элистер Кромптон перенёс в возрасте 11 лет вирусную шизофрению. Суть болезни заключается в том, что личность больного состоит из несколько компонентов, которые не могут сосуществовать друг с другом в одном человеческом теле. Паллиативное лечение вирусной шизофрении заключается в том, что личность расщепляется на шизоидные компоненты. Выделяется основной личностный компонент и он остаётся жить в теле, остальные компоненты временно помещаются в искусственно выращенных андроидов (так называемые дюрьеровы тела, с максимальным сроком жизнедеятельности в 40 лет) и изолируются от доминирующей личности.
Из-за врачебной ошибки данная операция с Кромптоном была проведена слишком поздно и, по мнению врачей, он навсегда утратил способность воссоединиться со своими оставшимися компонентами. Элистер вырос односторонне развитым, лишенным эмоций человеком, живущим серой жизнью офисного клерка. Ничто не вызывало его интереса, он не имел ни увлечений, ни хобби (кроме разгадывания кроссвордов), одна мысль о знакомстве с целью женитьбы вызывала в нём панический ужас. Развитое обоняние и аналитический ум позволили к 35 годам сделать блестящую карьеру эксперта в компании «Сайкосмелл, Инк.», которая производит запахи на продажу. Однако ущербность его личности не давала Кромптону покоя.
В 35 лет он решил воспользоваться законом, который раскрывал ему тайну местонахождения оставшихся шизоидных компонентов и попытаться воссоединиться с ними. Никакие отговорки врачей о рискованности операции не останавливают Элистера. Ради денег на путешествие за край обитаемой вселенной в поиске своих дюрьеровых тел Элистер Кромптон идёт на должностное преступление. И вот он отправляется в межпланетные путешествия.
Разумеется, другие личности тоже оказываются стереотипами. Один из них — Эдгар Лумис (проживал на Марсе), является сластолюбцем и профессиональным альфонсом, другой — Дэн Стэк (нашёл его во фронтире на Венере) — отличается маниакальной жестокостью (усилившейся после того, как он потерял руку). Позже выясняется, что есть ещё одна личность, выделенная уже из Стэка на Венере — Бартон Финч (в романе Венера и Марс представлены пригодными для жизни, но неизвестно, терраформированы они или изначально были такими — например, на Венере есть аборигены).
В итоге Элистер нашёл все личности и воссоединился с ними, снова став полноценным человеком.

## Проблематика
«Алхимический Марьяж…» — характерное для творчества мастера произведение, где своеобразно смешан сюрреализм и научная фантастика. Герои романа не связаны никакими физическими и техническими ограничениями и свободно перемещаются в вымышленном времени и пространстве.
Это позволяет провести аналогии с такими классическими произведениями, как «Алиса в стране чудес» Льюиса Кэрролла и, в части сюжета, касающейся раздвоения личности, с известной новеллой Роберта Льюиса Стивенсона «Странная история доктора Джекила и мистера Хайда», на что есть прямая ссылка у Шекли.
Четыре персонажа являются стереотипными представителями четырёх темпераментов: меланхолик (Кромптон), сангвиник (Лумис), холерик (Стэк) и флегматик (Финч). По сравнению с рассказом-прототипом, где личность Финча практически не раскрыта, в романе его роль подверглась радикальному переосмыслению.

## Издание
- В США роман был впервые издан под названием «Crompton divided» (издательство Bantam Doubleday Dell 1978)[5]
- В Великобритании роман издан как «The Alchemical Marriage Of Alistair Crompton» (издательство Michael Joseph (1978)[6] и под этим названием стал наиболее известен[источник не указан 2741 день].
- В СССР рассказ-прототип The Humours издан под названием «Четыре стихии» в 16 томе «Библиотеки современной фантастики» (М., Молодая гвардия, 1968).
- В России роман, основанный на предыдущем рассказе, был издан в 1990-е гг.

Роман был переведён на многие иностранные языки, в том числе на русский, и многократно переиздан.